# Cedar Rapids (Wisconsin)
Cedar Rapids – miasto w Stanach Zjednoczonych, w stanie Wisconsin, w hrabstwie Rusk.